# Турнефёй
Турнефёй (фр. Tournefeuille, окс. Tornafuèlha) — коммуна во Франции, находится в регионе Юг — Пиренеи. Департамент — Верхняя Гаронна. Административный центр кантона Турнефёй. Округ коммуны — Тулуза.
Код INSEE коммуны — 31557.

## География

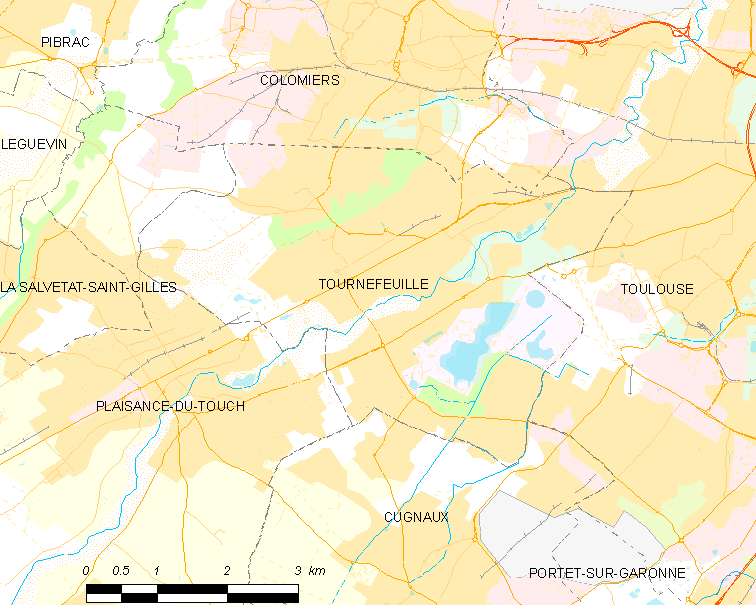
Карта коммуны

Коммуна расположена приблизительно в 600 км к югу от Парижа, в 9 км к западу от Тулузы.
По территории коммуны протекает река Туш и её приток — река Усо.

## Климат
Климат умеренно-океанический. Зима мягкая и снежная, весна характеризуется сильными дождями и грозами, лето сухое и жаркое, осень солнечная. Преобладают сильные юго-восточные и северо-западные ветры.

## Население
Население коммуны на 2010 год составляло 25 340 человек.
| 1962 | 1968 | 1975 | 1982 | 1990   | 1999   | 2010   |
| ---- | ---- | ---- | ---- | ------ | ------ | ------ |
| 2209 | 3438 | 5291 | 8541 | 16 669 | 22 745 | 25 340 |

## Администрация
| Период | Период | Фамилия         | Партия                  | Примечания |
| ------ | ------ | --------------- | ----------------------- | ---------- |
| 1933   | 1945   | Антонин Баланси |                         |            |
| 1945   | 1969   | Роже Пануз      |                         |            |
| 1969   | 1997   | Бернар Одиже    | Социалистическая партия |            |
| 1997   | 2020   | Клод Рейналь    | Социалистическая партия |            |

## Экономика
В 2010 году среди 17 164 человек трудоспособного возраста (15—64 лет) 13084 были экономически активными, 4080 — неактивными (показатель активности — 76,2 %, в 1999 году было 72,5 %). Из 13 084 активных жителей работали 12 078 человек (6408 мужчин и 5670 женщин), безработных было 1006 (411 мужчин и 595 женщин). Среди 4080 неактивных 1744 человека были учениками или студентами, 1277 — пенсионерами, 1059 были неактивными по другим причинам.

## Достопримечательности
- Церковь Св. Петра (1770 год)
- Замок Грамар (ныне здание мэрии; XVII век). Исторический памятник с 1950 года[4]

## Города-побратимы
- Граус (Испания, с 1989)[5]

## Фотогалерея

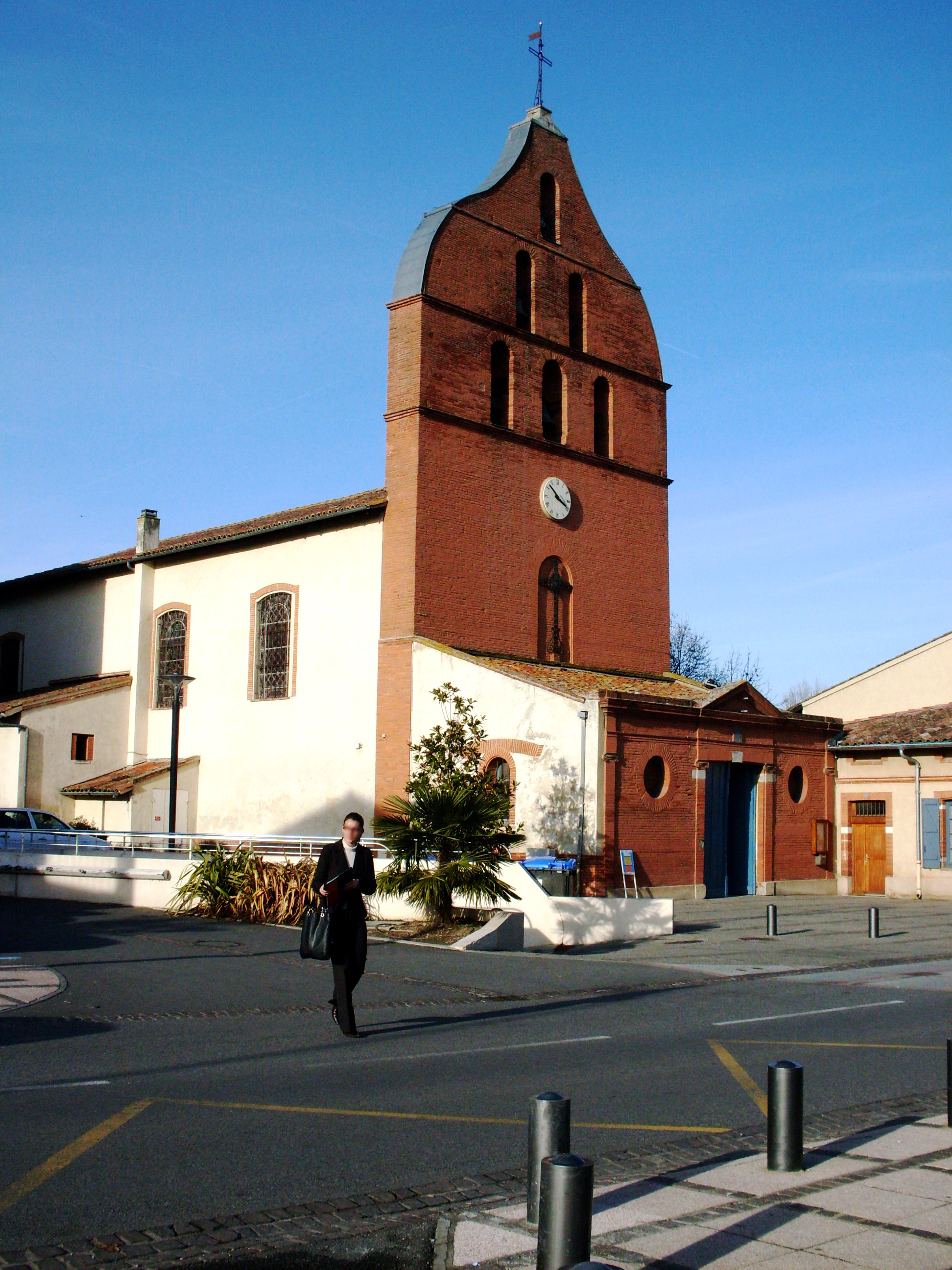
Церковь Св. Петра
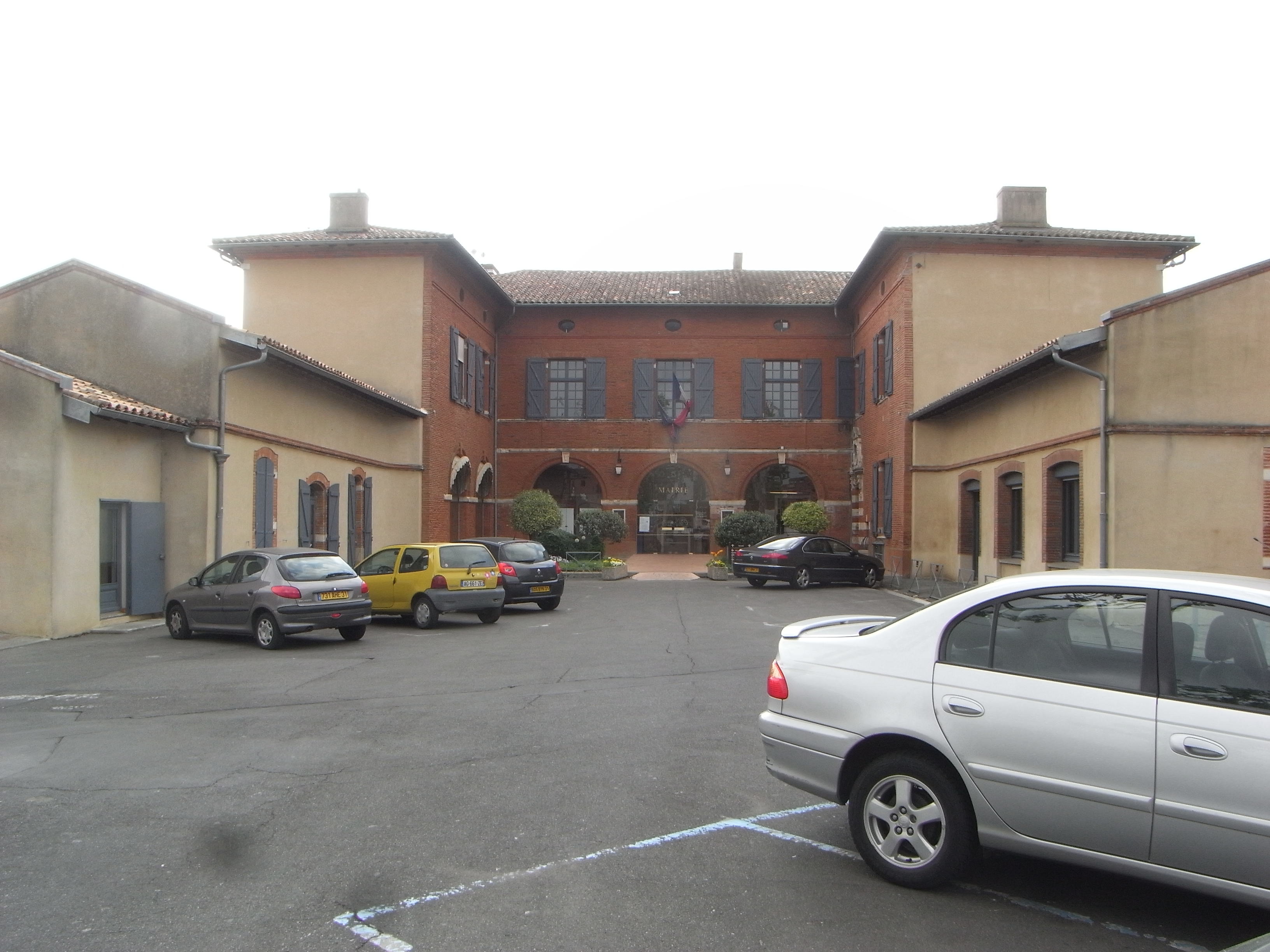
Замок Грамар
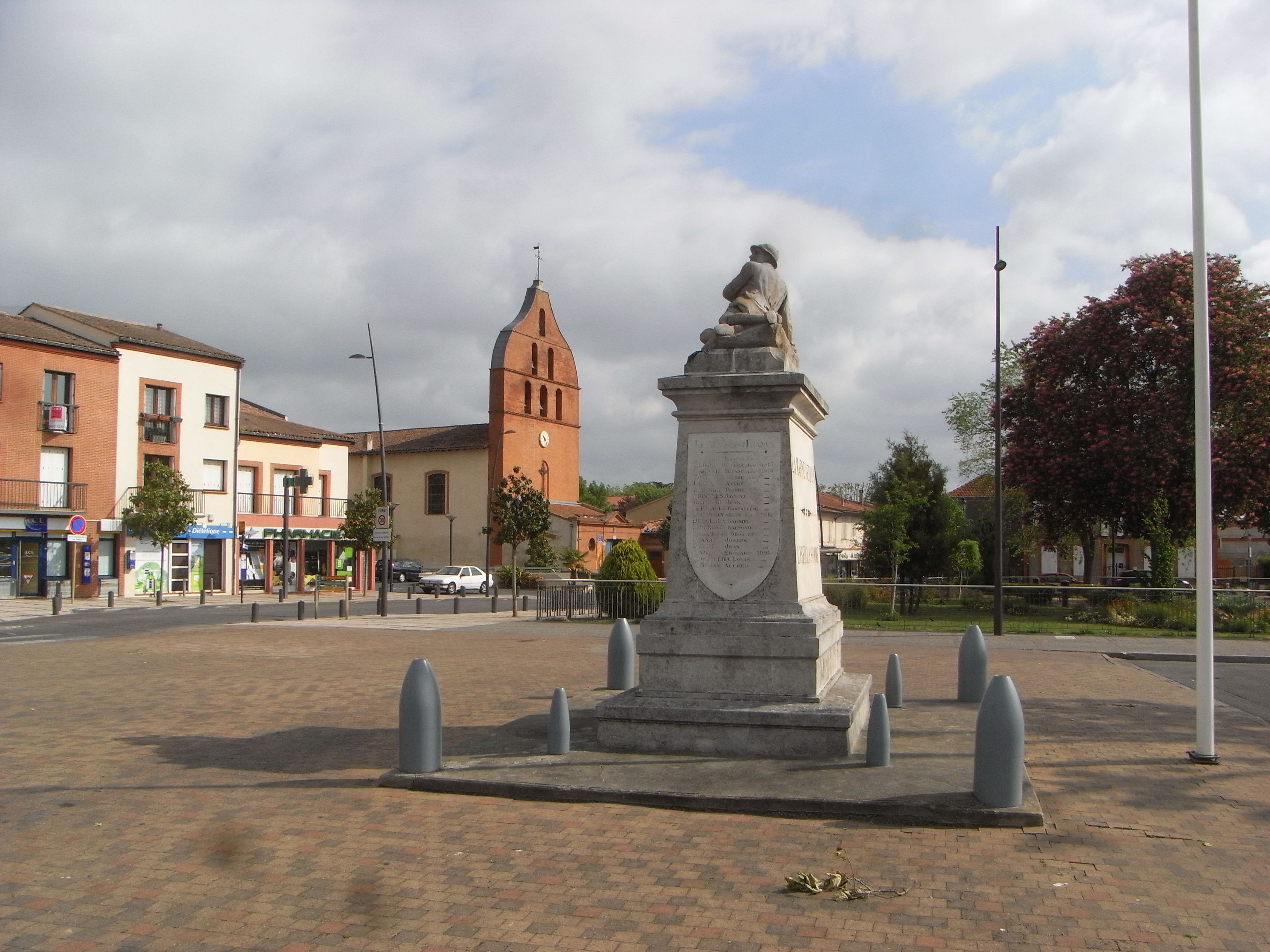
Военный мемориал
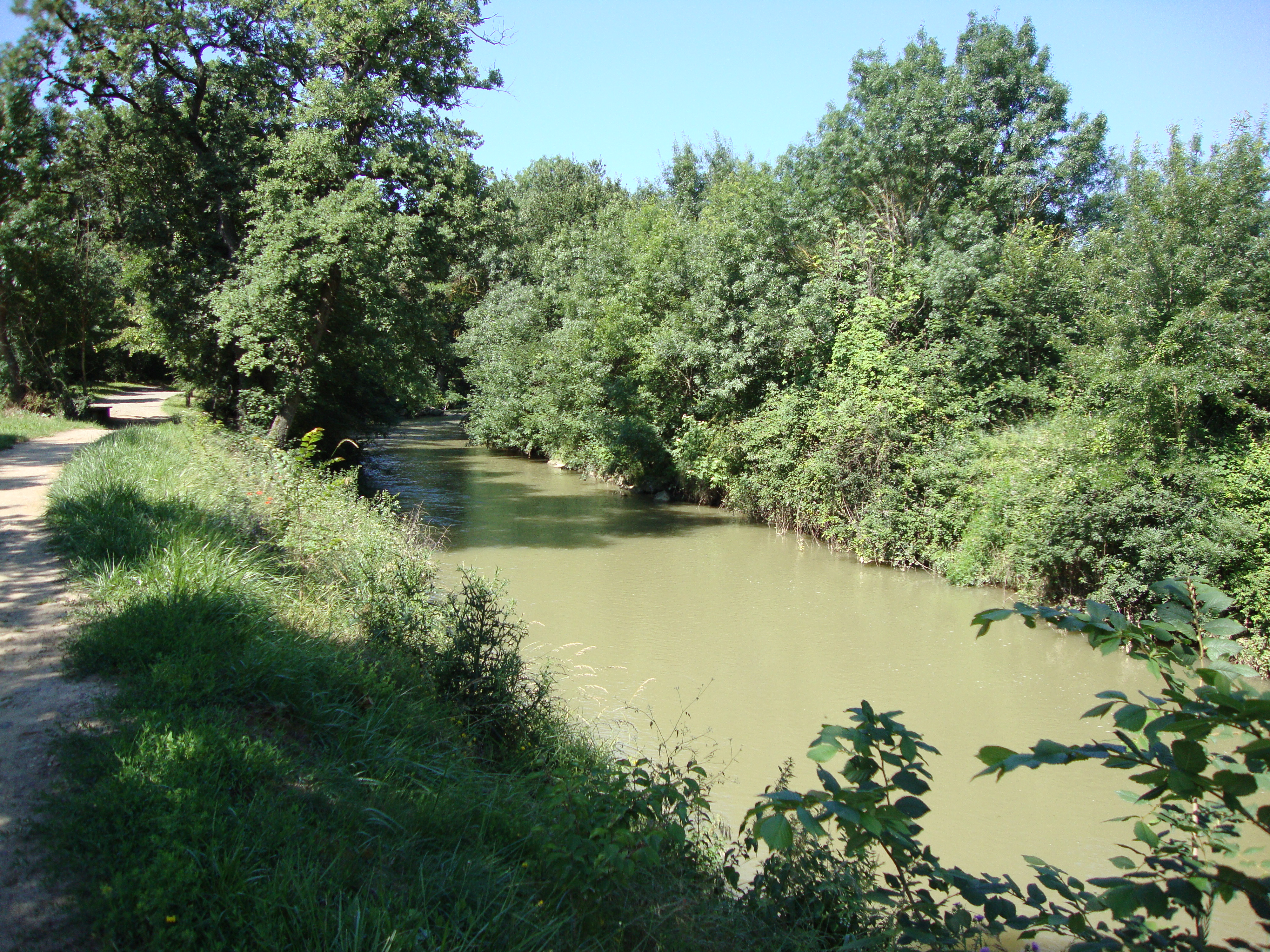
Река Туш
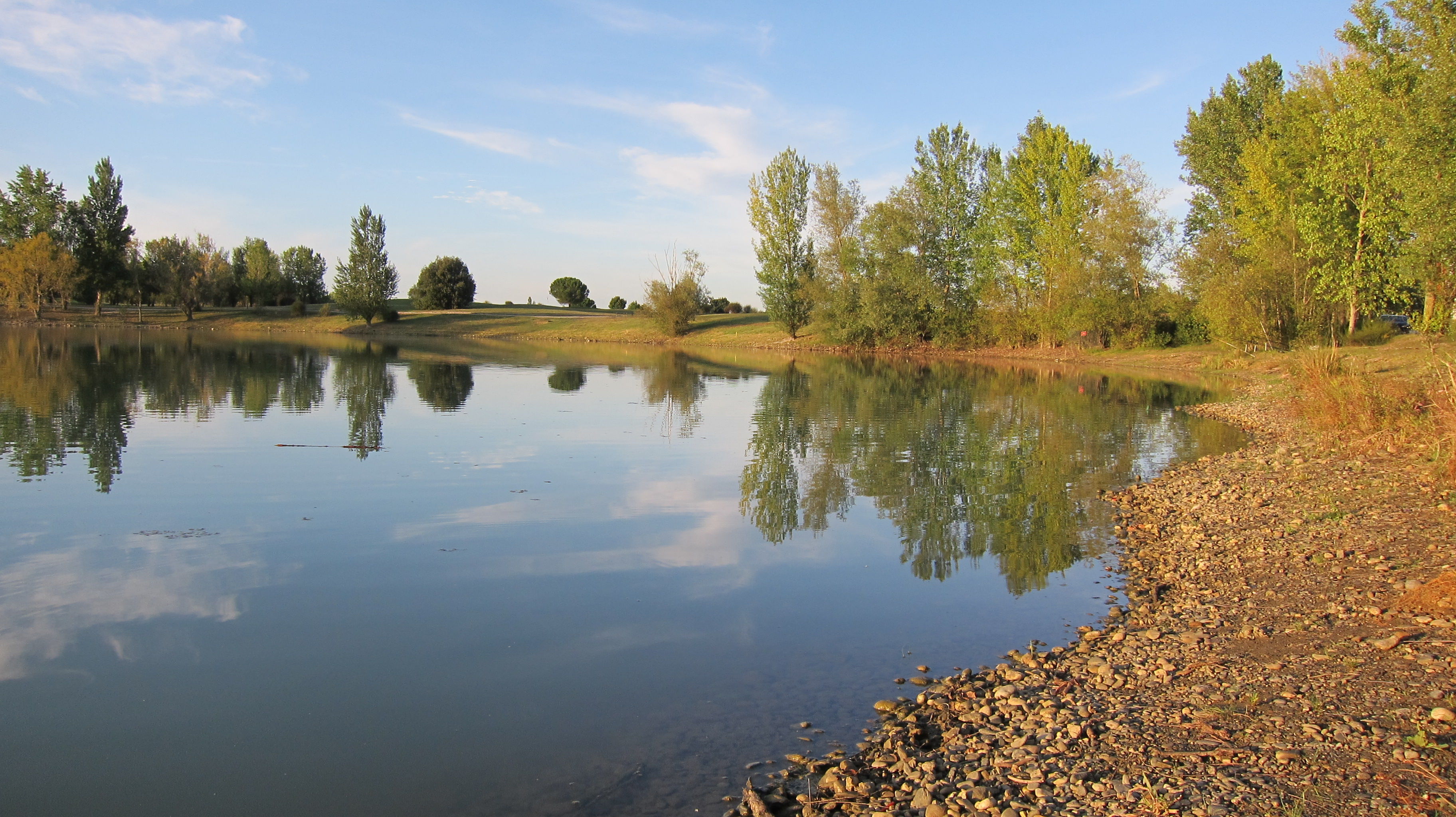
Озеро